# Warren Haynes
Warren Haynes (ur. 6 kwietnia 1960 w Asheville) – amerykański gitarzysta rockowy i bluesowy, wokalista i autor piosenek. 

## Życiorys
Długoletni członek grupy The Allman Brothers Band, lider zespołu Gov't Mule oraz gitarzysta i wokalista zespołu The Dead. 
Współpracował z wieloma muzykami i grupami (m.in. Vernon Reid, John Scofield, Dave Matthews Band, Les Claypool, The Black Crowes, Jerry Cantrell, Everlast, Grace Potter) oraz wydawał płyty solowe. W 2003, w wyniku plebiscytu Rolling Stone Magazine, znalazł się na 23. miejscu na liście największych gitarzystów wszech czasów.

## Dyskografia
Allman Brothers Band
- Seven Turns (1990)
- Shades of Two Worlds (1991)
- An Evening With the Allman Brothers Band: First Set (1992) (album koncertowy)
- Where It All Begins (1994)
- An Evening With the Allman Brothers Band: 2nd Set (1995) (album koncertowy)
- Hittin' the Note (2003)
- One Way Out (2004) (album koncertowy)

Gov't Mule
- Govt Mule (1995)
- Live From Roseland Ballroom (1996) (album koncertowy)
- Dose (1998)
- Live ... With A Little Help From Our Friends (1998) (album koncertowy)
- Life Before Insanity (2000)
- The Deep End, Volume 1 (2001)
- The Deep End, Volume 2 (2002)
- The Deepest End, Live In Concert (2003) (album koncertowy)
- Deja Voodoo (2004)
- Mo' Voodoo (EP) (2005)
- High and Mighty (2006)
- Mighty High (2007)
- By a Thread (2009)
- Shout (2013)
- Revolution Come...Revolution Go (2017)

Płyty firmowane własnym nazwiskiem
- Tales Of Ordinary Madness' (1993, Megaforce)
- The Lone EP (2003, ATO) (album koncertowy - składanka)
- Live From Bonnaroo (2004, ATO) (album koncertowy)
- The Benefit Concert, Vol. 1 (2007, Evil Teen)
- Warren Haynes Presents: The Benefit Concert, Vol. 3 (2010, Evil Teen)
- Man in Motion (2011, Stax)
- Ashes and Dust (2015)